# Marie Victor Nicolas de Fay de La Tour-Maubourg

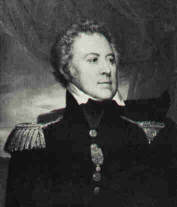
Marie Victor de Fay de Latour-Maubourg

Marie Victor Nicolas de Fay de Latour-Maubourg (* 22. Mai 1768 in La Motte-de-Galaure, heute Département Drôme; † 11. November 1850 in Dammarie-les-Lys, Département Seine-et-Marne) war ein französischer General.

## Leben
Marie Victor Nicolas de La Tour-Maubourg, jüngerer Bruder von Charles César de Fay de La Tour-Maubourg, war beim Ausbruch der Französischen Revolution 1789 Capitaine  der Kavallerie und trat als Sous-lieutenant bei den Gardes du Corps ein. In der Nacht vom 6. auf den 7. Oktober 1789 schützte er mit zwei Kameraden das Leben der Königin Marie-Antoinette und führte die vor dem Mob Fliehende zum König Ludwig XVI.
Als Colonel eines Regiments Jäger zu Pferde diente La Tour-Maubourg beim Feldzug von 1792 in der Vorhut der vom Marquis de La Fayette befehligten Armee, nahm an verschiedenen Kämpfen teil und trat mit ihm und seinem Bruder nach der Einkerkerung der königlichen Familie im Temple am 19/20. August 1792 auf österreichisches Gebiet über. Hier wurde er von den Österreichern gefangen, aber nach einem Monat wieder freigelassen. Er lebte auf neutralem Boden und kehrte erst 1797 nach Frankreich zurück.
Als Adjutant Jean-Baptiste Klébers nahm La Tour-Maubourg an der Expedition nach Ägypten teil. 1800 brachte er Kleber aus Frankreich die Nachricht vom Staatsstreich des 18. Brumaire VIII (9. November 1799), durch den sich Napoleon Bonaparte zum Alleinherrscher Frankreichs machte, aber keine Versprechen baldiger Hilfe für die notleidenden Truppen, die sich gerade nach der Kapitulation von al-Arisch zur Heimkehr rüsteten. An der Spitze des 22e régiment de chasseurs à cheval wurde er bei der Verteidigung von Alexandria gegen die Briten schwer verwundet.
Bei der Schlacht bei Austerlitz (2. Dezember 1805) wurde  La Tour-Maubourg von Napoleon zum Général de brigade befördert. Er nahm dann am Feldzug gegen Preußen und Polen teil, ohne sich um seine Verwundungen zu kümmern, avancierte zum Général de division und wurde während der Schlacht bei Friedland (14. Juni 1807) erneut verwundet. 1808 befehligte er in Spanien die Kavallerie der Südarmee und zeichnete sich unter anderem bei Cuenca und Badajoz aus.
1812 zog La Tour-Maubourg mit der Großen Armee Napoleons nach Russland, zeichnete sich bei Moschaisk aus und wurde beim Ansturm seiner Kürassiere auf die Redoute von Borodino durch einen Säbelstreich auf den Kopf schwer verletzt. Nach dem Rückzug aus Moskau erhielt er in Smolensk das Kommando der noch übrigen Reiterei und im Winter bemühte er sich intensiv, in Frankreich neue Pferde für den Feldzug von 1813 zu sammeln. Er kämpfte dann während der Schlacht bei Dresden (26.–27. August 1813) und der Völkerschlacht bei Leipzig (16.–19. Oktober 1813), in der er ein Bein verlor.
Obwohl von Napoleon zum Grafen des Kaiserreichs erhoben, pflichtete La Tour-Maubourg 1814 der Absetzung des französischen Machthabers bei und trat am 6. Mai dieses Jahres in den vom Grafen von Artois errichteten Kriegsrat. Ludwig XVIII. ernannte ihn während der ersten Restauration am 4. Juni 1814 zum Pair von Frankreich. Im Gegensatz zu seinem älteren Bruder hielt er sich während Napoleons kurzzeitiger Rückkehr an die Macht, der Herrschaft der Hundert Tage, im Hintergrund. Ludwig XVIII. erhob ihn 1817 zum Marquis und schickte ihn als Gesandten nach London.
Am 19. November 1819 wurde La Tour-Maubourg im Kabinett von Élie Decazes Kriegsminister. Niemals hatte er an politischen Kämpfen teilgenommen; seine persönlichen Neigungen gehörten aber den Rechten; politisch wollte er gar nichts bedeuten. In Richelieus Kabinett behielt er sein Portefeuille. Im Juni 1820 gab es in Paris heftige Unruhen, die mit Waffengewalt unterdrückt wurden, was viele ungerechte Klagen gegen den Minister hervorrief. La Tour-Maubourg konnte dem Kabinett keine besondere Stütze sein; auch wenn sein loyaler Charakter allgemein geehrt und er von der Armee geachtet wurde, besaß Richelieu zu viel Einfluss auf ihn, um ihn je selbstständig auftreten zu lassen; bei der sich vorbereitenden Reorganisation des Heerwesens trat dies besonders zu Tage.
Die von La Tour-Maubourg ausgeschiedenen bonapartistischen Offiziere machte ihm mit ihrer offenen Feindseligkeit viel Sorgen, besonders seit der Konspiration vom 19. August 1820; dem General Gabriel Donnadieu musste er die Türe weisen und ihm drohen, falls er in seiner Leidenschaftlichkeit nicht nachlasse. Seine Stellung war ihm unbequem, und es hieß, er wolle sie mit der des Gouverneurs der Invaliden vertauschen. Am 30. September 1820 verlieh ihm der König den Orden vom Heiligen Geist. Seine Gegner rüttelten beständig an seiner Position, während ihn sein Generalsekretär Perceval immer mehr zur Rechten hinzog und er neue Ausmerzungen bonapartistischer Offiziere vornahm. Den Ultraroyalisten konnte er aber niemals genügen; mit Richelieu trat er am 14. Dezember 1821 als Kriegsminister zurück und erhielt den Herzog von Belluno zum Nachfolger.
Am 17. Dezember 1821 ernannte Ludwig XVIII. La Tour-Maubourg zum Staatsminister und Mitglied des Geheimen Rates, bereits am 13. Dezember hatte er ihn zum Gouverneur des Hôtel des Invalides anstelle des verstorbenen Marschalls von Coigny bestellt. Nach der Julirevolution von 1830 legte er aber diesen Posten nieder und zog sich auf sein Landgut bei Melun zurück. Dem König Karl X. 1830 in die Verbannung nach Prag folgend, wurde er 1835 zum Erzieher von Henri d’Artois, comte de Chambord, Herzog von Bordeaux, ernannt. La Tour-Maubourg starb am 11. November 1850 im Alter von 82 Jahren.

## Ehrungen
Sein Name ist am Triumphbogen in Paris in der 17. Spalte (LTr MAUBOURG) eingetragen.